# Klänge
Klängen, Slingtrådar, ’’Cirrhi’’, kallas de enkla eller förgrenade, trådlika organ, medelst vilka klättrande stjälkar fäster sig vid andra föremål för att med stöd av dem stiga mot höjden.
Klängen kan utvecklas från nästan alla sorters växtdelar. Det finns rotklängen, stamklängen (sidoskott), stipelklängen (se stipler), bladklängen (se blad) eller uddbladsklängen (se bladformer). 
Ett klänge är långt och smalt och drar ihop sig när det hittat fäste. Klängena äro ofta spiralvridna, sällan urfjäderlikt inrullade (hos kinesträdsväxter med flera). Sådana klangen är av två slag i morfologiskt hänseende: grenklängen och bladklängen. Hos vinrankan, vildvinet och passionsblomman med flera är dessa klängen förändrade grenar. Klängena hos ärter och gurkväxter utgörs av bladnerver, på vilka inget bladparenkym blivit utvecklat. Clematis och Tropæolum klättrar medelst det för yttre retning känsliga bladskaftet. Fumaria-arter klänga sig fast med hela bladet och Smilax med klängeformade emergenser. Hos en del växter, såsom hos vildvinet, är spetsarna av slingtrådarna försedda med hapterer, med vilka klänget kan häfta sig fast även vid släta ytor.
Klänge är inte samma sak som en slingeväxter eller lian, där hela stammen vrider sig.

## Bilder

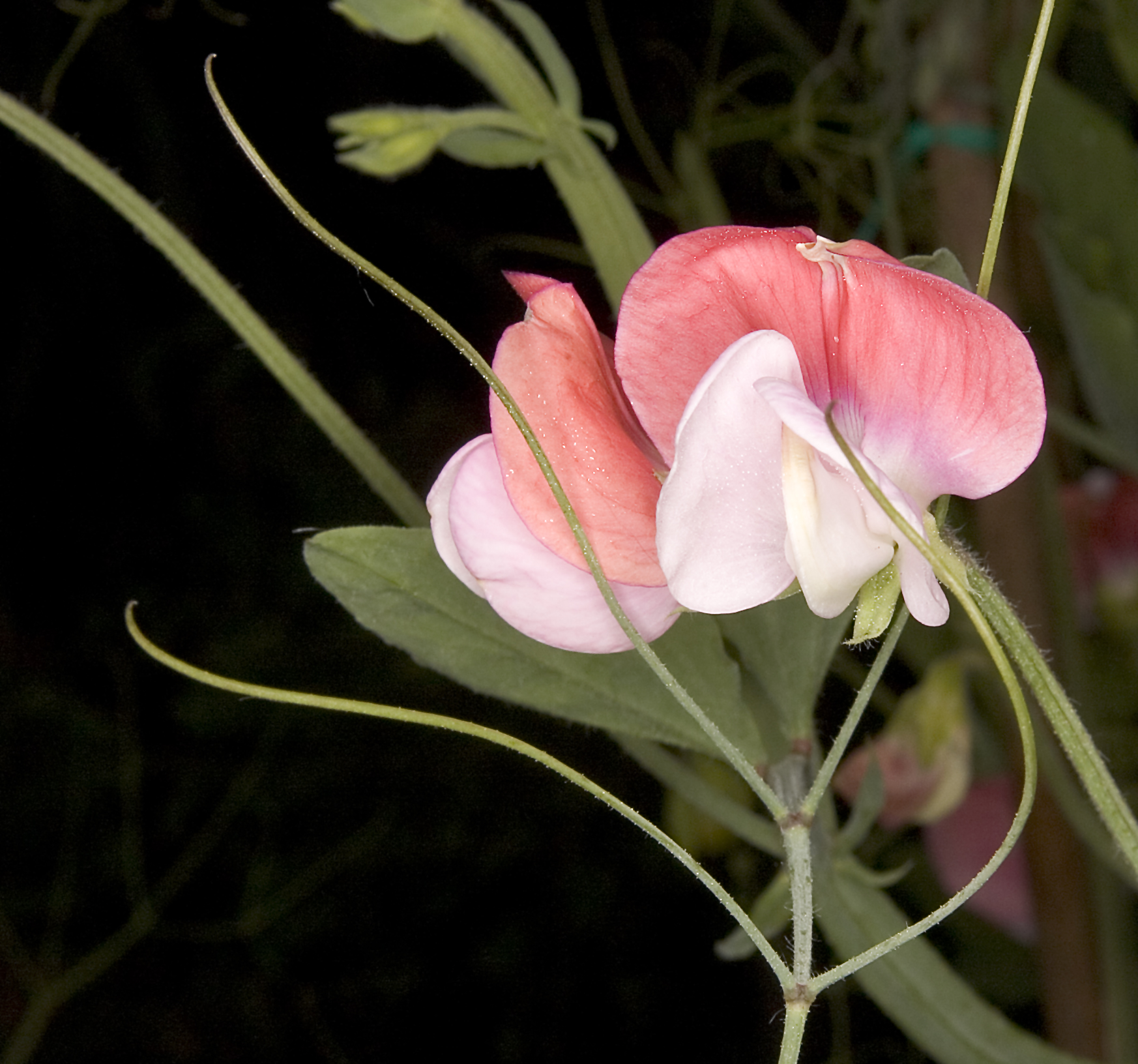
Luktärt med nya klängen som inte vridit sig ännu.
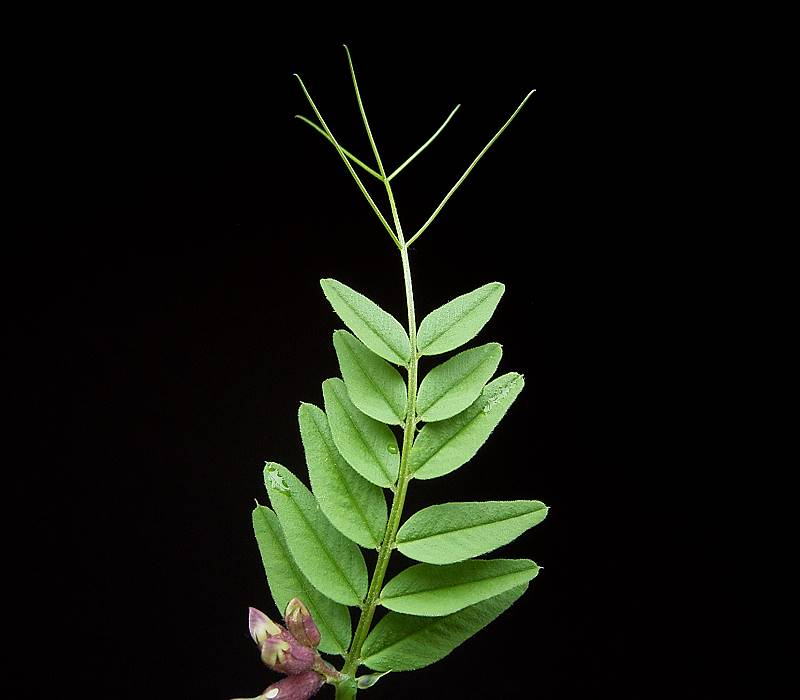
Uddblad omvandlat till klänge hos häckvicker.
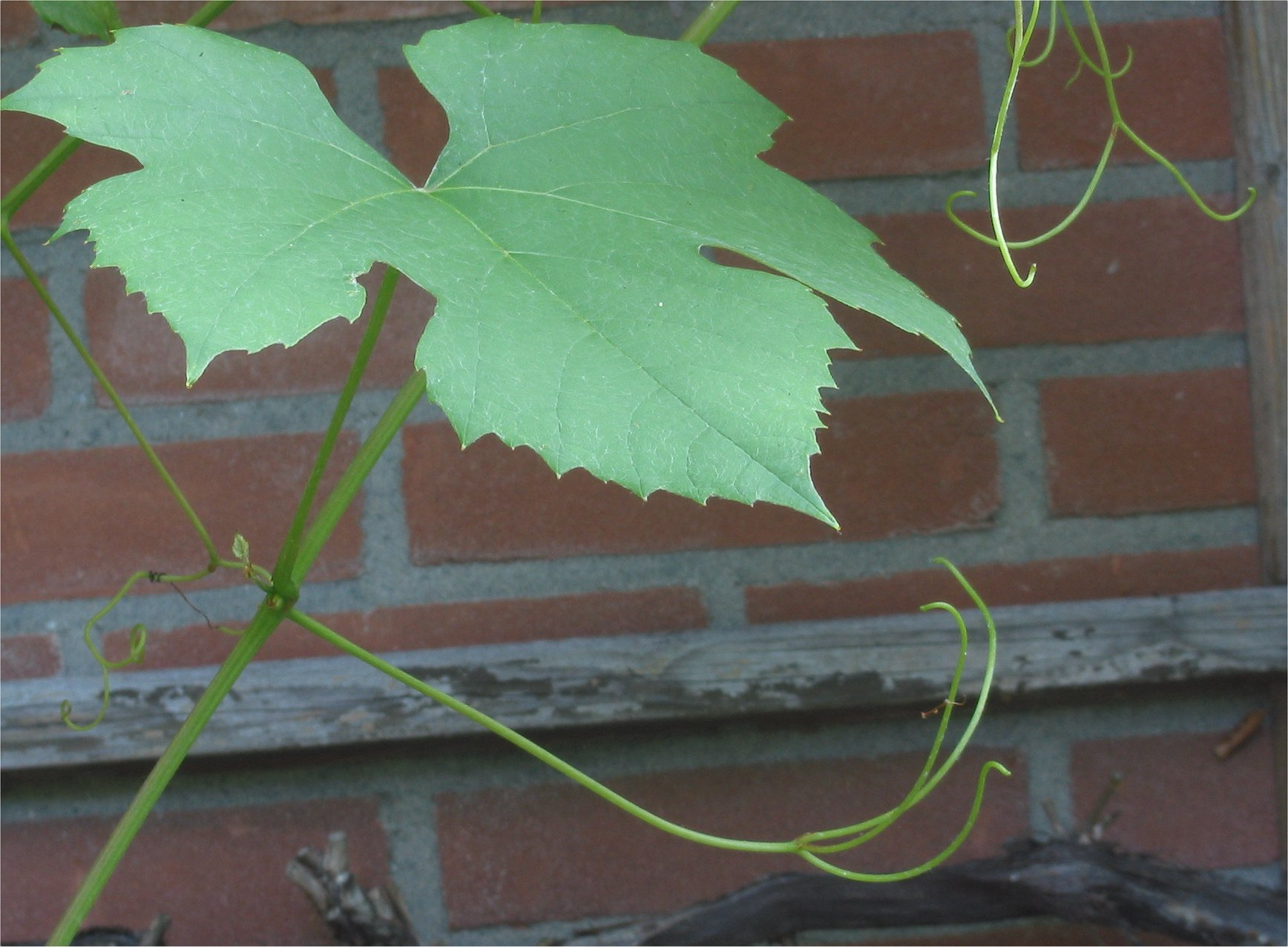
Helt bladklänge hos Vitis vinifera.
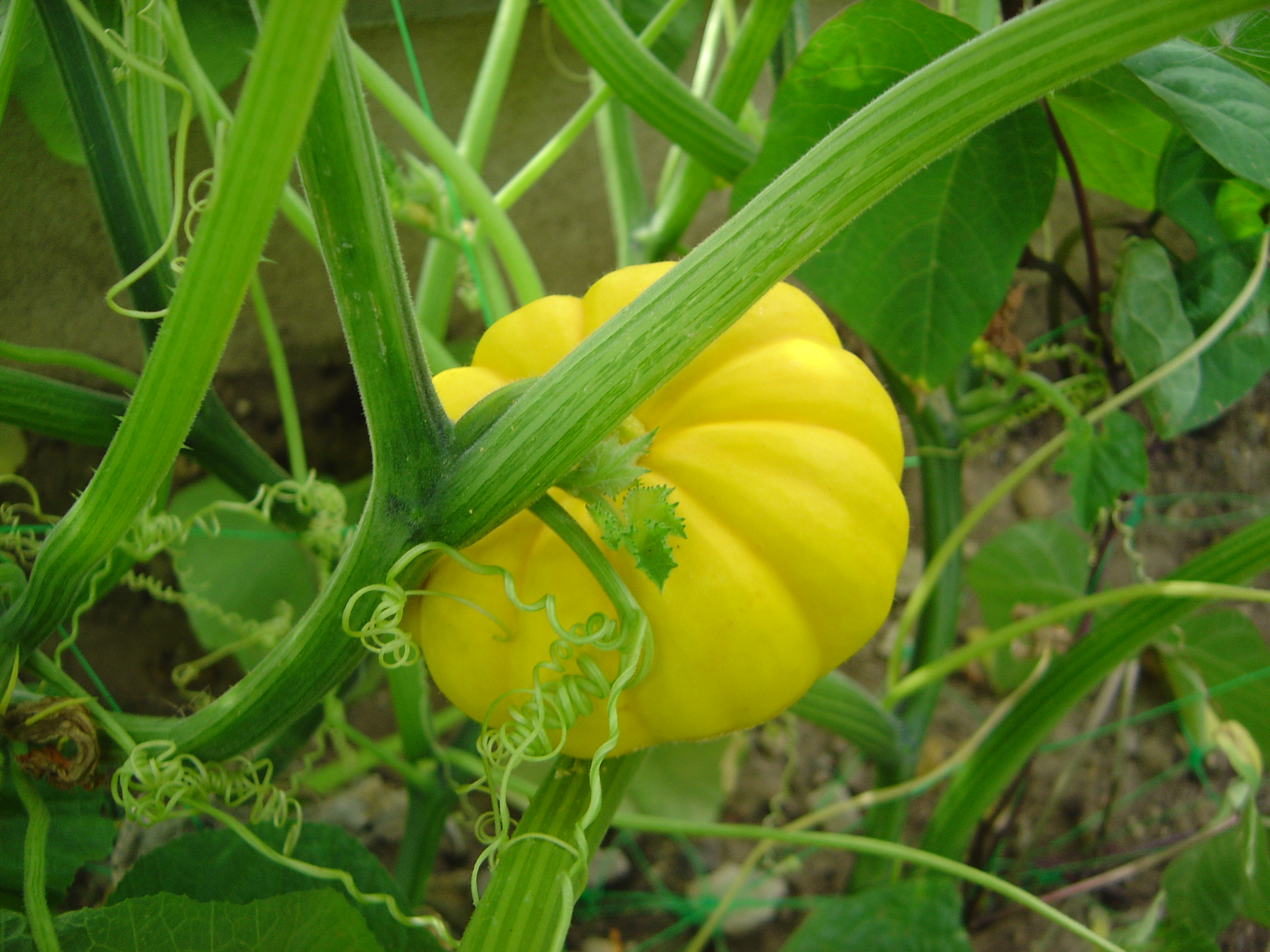
Grenklängen hos en gul squash.